# Morze (program telewizyjny)
Morze – program telewizyjny o tematyce morskiej. emitowany w TVP1 w latach 1988–1997 w niedzielne popołudnia, realizowany przez oddział Telewizji Polskiej w Szczecinie. Prowadzącym programu był Marek Koszur. Poświęcony był tematyce związanej w szeroki sposób z Morzem Bałtyckim.
Program miał charakterystyczną czołówkę, którą stanowił fragment australijskiego Filmu o piratach (The Pirate Movie, 1982) wraz z utworem The Pirates – „Victory” w tle.